# Contea di Whitley (Kentucky)
La contea di Whitley in inglese Whitley County è una contea dello Stato del Kentucky, negli Stati Uniti. La popolazione al censimento del 2000 era di 35 865 abitanti. Il capoluogo di contea è Williamsburg